# Помпейская Лакшми
Помпейская Лакшми — индийская статуэтка из слоновой кости, обнаруженная при раскопках Помпей в 1930-х годах.
Вероятно, изображает Лакшми, богиню плодородия, красоты и богатства, почитавшуюся индуистами и буддистами. Хранится в Секретном кабинете Национального археологического музея Неаполя (номер 149425).

## Обнаружение
Статуэтку обнаружили в небольшом доме на Виа дель Аббонданца на развалинах Помпеи. Этот дом сейчас называется «Домом индийской статуэтки». Год обнаружения — между 1930 и 1935, по другим данным — 1938 год.
Богиня изображена почти обнажённой, если не считать её роскошных драгоценностей. По бокам стоят две женщины-служанки, которые смотрят в сторону и держат сосуды с косметическими средствами.
Существование этой статуэтки в Помпеях в 79 году н. э., когда город был погребён извержением Везувия, свидетельствует о наличии индо-римской торговли в I веке н. э. Национальный археологический музей в Неаполе определил, что статуэтка была создана в Индии в первой половине того же века.

## Происхождение
Прежде считалось, что статуэтка создана в Матхуре, но сейчас более вероятным местом происхождения считается Бхокардан, поскольку там обнаружили две идентичные фигурки. Статуэтка имеет круглое отверстие в верхней части головы. Относительно предназначения отверстия существует несколько теорий: по одной из них статуэтка служила ручкой некоего предмета, по другой — статуэтка являлась одной из ножек стола о трёх ножках, вырезанного из слоновой кости, из государства Сатавахана.
Западные Кшатрапы при радже Нахапане захватили Сатавахану в середине I века н. э. Существует вероятность, что Помпейская Лакшми в числе прочего «трофейного искусства» Сатаваханы была продана Кшатрапами на запад. Из сочинения «Перипл Эритрейского моря» известно, что в то время Западные Кшатрапы торговали с Римской империей.